# سفارة جنوب السودان في لندن
سفارة جنوب السودان في لندن هي البعثة الدبلوماسية لجنوب السودان في المملكة المتحدة.
كانت السفارة تقع سابقًا في 22-25 بورتمان كلوز، W1H 6BS، لندن، في مبنى كان سابقًا موطنًا للسفارة الكمبودية قبل أن ينتقل إلى Willesden Green.

## صالة عرض

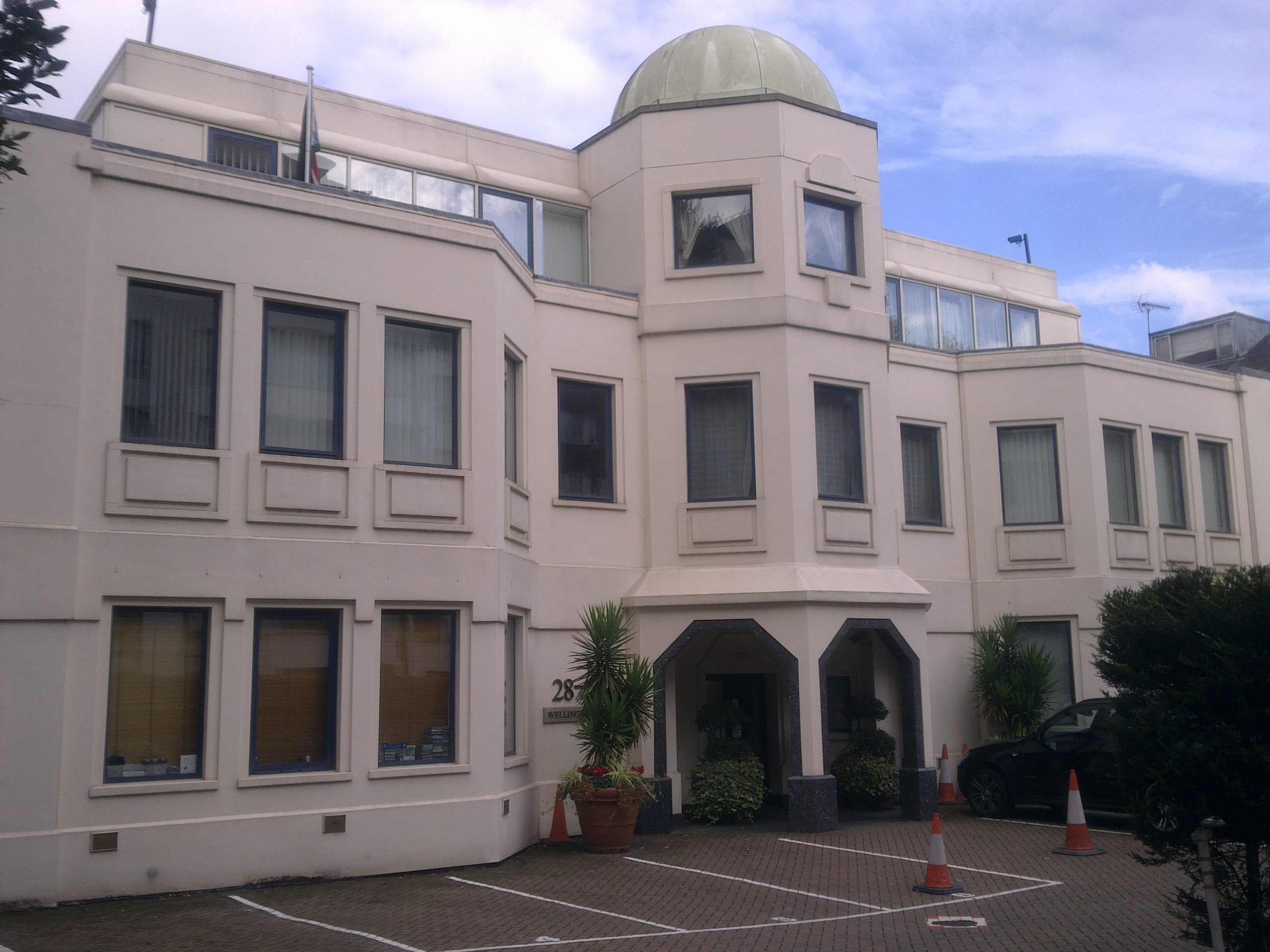
السفارة القديمة على طريق ويلينجتون

## روابط خارجية
- موقع رسمي